# Reizigersinspraak
Reizigersinspraak in Nederland refereert aan consumentenorganisaties die gebruikmaken van het adviesrecht inzake openbaar vervoer. Het begrip kan ook breder worden gezien en omvat in dat geval ook bijvoorbeeld de inspraakmogelijkheden voor doelgroepenvervoer per taxi (contractvervoer), of klachtenregelingen en geschillenprocedures van vervoerbedrijven en OV-autoriteiten.

## Adviesrecht voor OV-consumentenorganisaties
De Wet personenvervoer 2000 (Wp2000) geeft consumentenorganisaties het recht om advies uit te brengen over belangrijke voornemens die OV-bedrijven en OV-autoriteiten hebben. Bijvoorbeeld een aankomende nieuwe dienstregeling, nieuwe tarieven of een wijziging in het lijnennet.
Bij het adviesrecht hoort ook een adviesplicht: de betreffende vervoerder of OV-autoriteit is verplicht om over bepaalde onderwerpen tijdig advies te vragen aan consumentenorganisaties. Tevens is hij verplicht om gemotiveerd (en opnieuw tijdig) te reageren op de adviezen die hij heeft ontvangen en om alle informatie te verschaffen die noodzakelijk is voor een goede invulling van het adviesrecht.
De Wp2000 en het bijbehorende Besluit Personenvervoer 2000 (Bp2000) regelen het adviesrecht in de volgende artikelen:
Besluit Personenvervoer 2000
- Art 31: definitie van consumentenorganisatie
- Art 33: lijst van onderwerpen waarover advies gevraagd dient te worden door vervoerder
- Art 34: lijst van onderwerpen waarover consumentenorganisaties dienen te worden geïnformeerd

Wet Personenvervoer 2000
- Art 27: plicht voor OV-autoriteit advies te vragen bij wijziging of verlening van een concessie, inclusief eisen rondom tijdigheid en communicatie (onderhands gegunde concessie)
- Art 28: plicht om consumentenorganisaties te informeren over resultaten van maatregelen die het OV betreffen
- Art 31: plicht voor vervoerder om jaarlijks of vaker advies te vragen
- Art 32: plicht om wijze en onderwerpen van advies vast te leggen in concessie, inclusief eisen rondom tijdigheid en communicatie
- Art 44: plicht voor OV-autoriteit advies te vragen bij vaststelling programma van eisen (aanbestede concessie)

## Inspraak op doelgroepenvervoer per taxi
Voor verschillende doelgroepen wordt op grond van wettelijke regelingen taxivervoer georganiseerd. Zie voor een volledige lijst van deze regelingen het artikel over taxi (vervoer). Inspraak voor reizigers over dit vervoer is per regeling anders vormgegeven.
WMO-vervoer is vervoer van mensen met een beperking, in opdracht van de gemeente, geregeld onder de Wet Maatschappelijke Ondersteuning (WMO). Het ministerie van Welzijn (VWS) is eindverantwoordelijk. Deze wet schrijft voor dat gemeenten moeten streven de beperkingen van hun gehandicapte inwoners te compenseren en benoemt vervoer daarbij tot een specifiek aandachtsgebied ('prestatieveld').
De WMO kent een uitgebreide inspraakparagraaf, die geldt voor alle voorzieningen voor mensen met een beperking (dus ook rolstoelen, woningaanpassing en meer). Burgers en organisaties in de gemeente dienen in de gelegenheid te worden gesteld om voorstellen voor beleid te doen voordat de gemeente zelf beleid ontwikkelt. Heeft de gemeente het beleid eenmaal ontwikkeld, dan hebben representatieve organisaties van gebruikers het recht hierover te adviseren voordat het beleid van kracht wordt.
De meeste Nederlandse gemeenten maken voor hun WMO-vervoer gebruik van de Regiotaxi. In dat geval is er sprake van openbaar vervoer en dus (in aanvulling op de WMO-inspraak) van adviesrecht voor consumentenorganisaties onder de Wp2000.
Leerlingenvervoer is vervoer van scholieren van en naar school onder enkele verschillende wettelijke regelingen (Art 4 Wet op het primair onderwijs, Art 4 Wet op het voortgezet onderwijs). Bijna alle betreffende leerlingen zijn kinderen met een handicap; een kleine groep bestaat uit kinderen die op grond van hun levensbeschouwelijke overtuiging naar een verafgelegen school reizen. Gemeentes stellen de regels voor het vervoer vast binnen de kaders van de wet; het ministerie van Onderwijs (OCW) is eindverantwoordelijk.
Voor leerlingenvervoer zijn er geen formele inspraakrechten. Sommige gemeentes verklaren hun algemene 
inspraakverordening van toepassing op het vervoer; andere stellen een adviesraad of cliëntenraad in op basis van een modelverordening van de VNG. In veel gemeentes is er geen enkele vorm van georganiseerde inspraak over dit vervoer.
Valys is de productnaam van het bovenregionale vervoer voor WMO-geïndiceerden, dat sinds 2005 wordt uitgevoerd door Connexxion onder een contract met het ministerie van VWS. Connexxion overlegt periodiek met de CG-Raad en VGN over de kwaliteit van Valys.
Zittend ziekenvervoer (ZZV) is vervoer van vier specifieke doelgroepen voor behandelingen onder het basispakket van de ziektekostenverzekering. De vier groepen zijn rolstoelgebruikers, mensen met een visuele handicap, nierdialysepatiënten en bestralingspatiënten. Wettelijke basis is de Zorgverzekeringswet (Zvw). Opdrachtgever voor het vervoer zijn de ziektekostenverzekeraars en hun gezamenlijke regionale zorgkantoren. Er zijn geen specifieke inspraakrechten; klantgerichtheid wordt geacht vanzelf te ontstaan doordat klanten van zorgverzekeraar kunnen wisselen wanneer zij ontevreden zijn over het vervoer. De Nederlandse Zorgautoriteit (NZa) houdt toezicht op de zorgverzekeraars en ook op de kwaliteit van het vervoer.
AWBZ-vervoer is vervoer van mensen die voor hun dagbehandeling of dagbesteding naar AWBZ-instellingen reizen. Het vervoer wordt meestal niet aanbesteed. Inspraak vindt plaats via de cliëntenraad die elke AWBZ-instelling dient te hebben.

## Geschiedenis reizigersinspraak OV
De principes van reizigersinspraak die wettelijk zijn vastgelegd zijn in belangrijke mate gebaseerd op de ervaring met overleg tussen consumenten, vervoerder en overheid in het Locov. In dat overleg worden sinds 1998 de belangrijke betrokken consumentenorganisaties geïnformeerd over de plannen van NS en het ministerie voor het spoorvervoer op het hoofdrailnet.
De Wet personenvervoer, in kracht sinds 1 januari 2001, formaliseerde de praktijk die in het Locov was ontstaan en breidde de werking uit naar het regionaal openbaar vervoer. Ook daar hebben consumentenorganisaties dus adviesrecht en ook daar werd dit al snel gebundeld in één overlegplatform per regio. Deze platforms worden vaak ROCOVs of consumentenplatform OV genoemd.

## Klachten en geschillen
OV-bedrijven zijn wettelijk verplicht om een klachtenregeling te hebben (art 13 Wp2000) en om zich aan te sluiten bij een geschillencommissie (art 12 Wp2000). De 'Regeling maximumtarief en bekendmaking tarieven taxivervoer' verplicht vervoerders om zichtbaar in het voertuig de naam van het bedrijf en telefoonnummer van de klachtenregeling te tonen. In de zomer van 2009 werd door betrokken partijen overeenstemming bereikt over het instellen van een geschillencommissie taxivervoer.